# 康朝
康朝（こうちょう、生没年未詳）は、平安時代の奈良仏師。
従来の慣習にとらわれない異質で革新的な仏像を製作した。父は康助、子に成朝、慶派の康慶は弟子。

## 略歴
- 1158年（保元3年）、高野山遍照院に中山中納言忠雅の本願で、亡母の供養のため大日如来像を造立。
  - 「甚だ疎荒」との不評を買う。
- 1154年（久寿元年）、鳥羽の金剛心院に釈迦三尊像を造立。
  - 法橋位を康助から譲られる。
- 1164年（長寛2年）、蓮華王院供養に造仏。
  - 長寛年間（1163年 - 1165年）に、法眼位に上る。